# Filippinernas demografi
Filippinernas demografi handlar om Filippinernas befolkning. Det bor 104 256 076 människor på Filippinerna (2017), och landet är det 13:e folkrikaste i världen.
Folket som bor på Filippinerna kallas för filippinier. Moros är en av de etniska grupper som bor på Filippinerna. Några minoritetsgrupper hör till negritos.
86% av befolkningen är katoliker. De andra är muslimer, kristna från andra kyrkor, buddhister eller daoister. Filippinernas egna kristna kyrkor är Oberoende filippinska kyrkan och Iglesia ni Cristo. De har båda etablerats på början av 1900-talet.
33,39% av befolkningen är 14 år eller yngre, 19,16% är 15-24 år gamla, 36,99% är 25-54 år gamla, 5,97% är 55-64 år gamla och 4,49% är över 65 år.
Medellivslängden är 69,4 år för hela befolkningen, 65,9 år för män och 73,1 år för kvinnor. Spädbarnsdödligheten är 21,4 döda barn per 1000 nyfödda. 96,3 procent av befolkningen över 15 år är läs- och skrivkunniga.
44,2% av befolkningen bor i städer. De största städerna är huvudstaden Manila (12,9 miljoner invånare), Davao (1,63 miljoner invånare), Cebu City (951 000 invånare) och Zamboanga City (936 000 invånare).
Det finns flera miljoner filippinier som gästarbetar i olika länder. Som minoritetsgrupp utomlands finns filippinier på många platser i Asien och Nordamerika, till exempel i Tokyo (Japan) och Vancouver (Kanada). 

## Språk

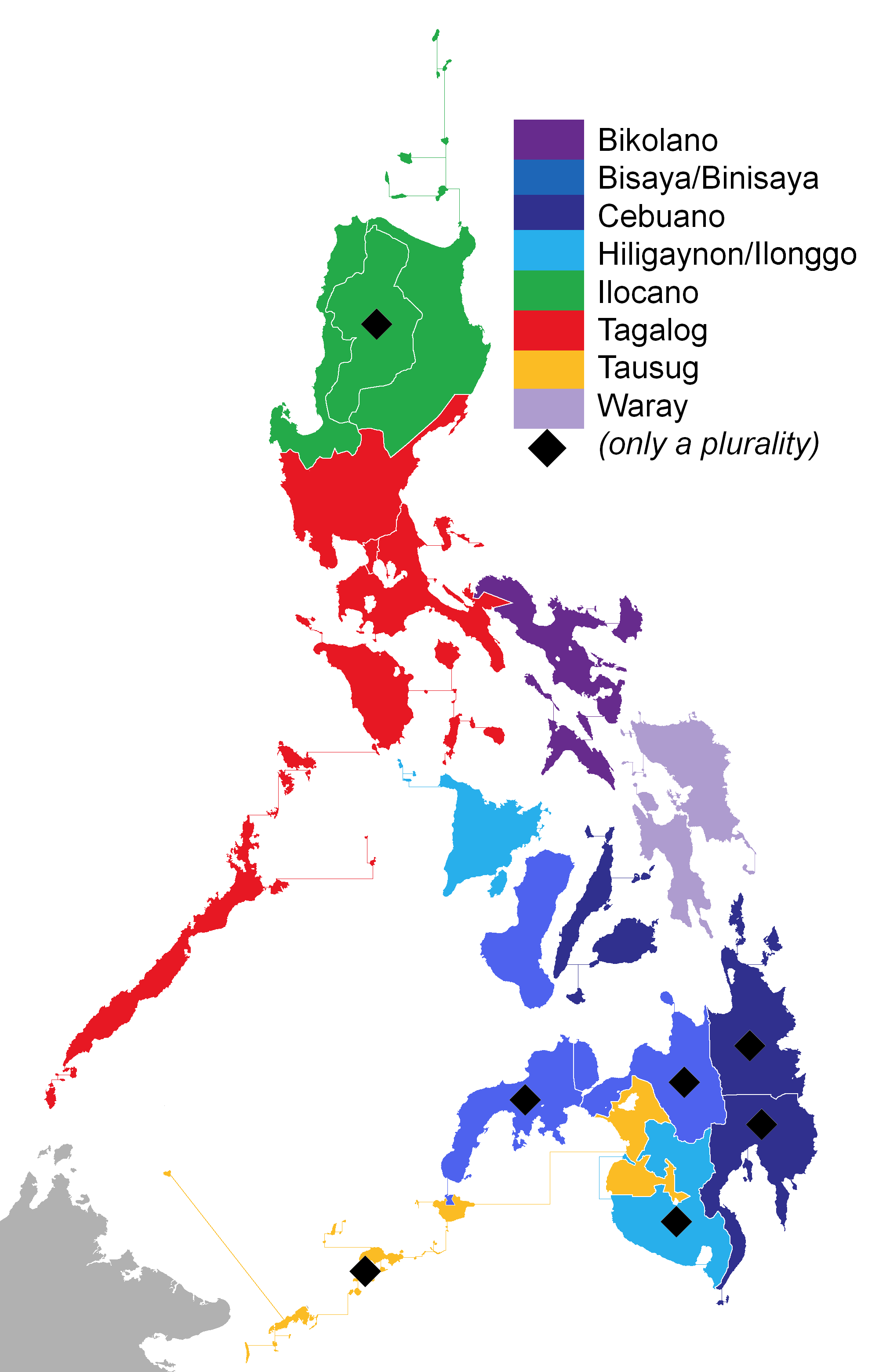
Språk som talas på olika regioner.

På Filippinerna talas flera språk som hör till olika grenar av austronesiska språk. Det finns cirka 170 språk som talas i landet med flera hundra dialekter. De officiella språk i landet är filipino och engelska. Tidigare även spanska har varit ett officiellt språk på Filippinerna. Filipino baserar sig i tagalog och man började utveckla språket på 1930-talet för att få ett nationalspråk. Det är ett modersmål för mindre än fjärdedel av folket. Några andra språk som talas på Filippinerna är bikol, cebuano, hiligaynon, ilokano, pampango, pangasinan och waray-waray. Chavacano är ett kreolspråk som är baserat på spanska. 